# Archidiecezja Strasburga
Archidiecezja Strasburga – archidiecezja Kościoła rzymskokatolickiego we wschodniej Francji. Podlega bezpośrednio Stolicy Apostolskiej. Powstała w IV wieku jako diecezja Strasburga. 1 czerwca 1988 decyzją papieża Jana Pawła II została podniesiona do rangi archidiecezji.